# Établissement fermé Curabilis
L' établissement fermé Curabilis est un établissement pénitentiaire situé à Puplinge dans le canton de Genève. Il accueille des personnes condamnées devant suivre un suivi thérapeutique institutionnel pour des troubles psychiatriques graves. L'établissement a vocation à incarcérer des détenus de toute la Suisse romande.

## Histoire

### Origine
À partir de 1966, les différents cantons romands décident de mutualiser leurs ressources et leurs efforts dans la construction d'établissements pénitentiaires. Outre l'objectif d'éviter des doublons et des incohérences, cette politique commune doit permettre la création d'établissements spécialisés, de capacité plus faible mais mieux conçu pour répondre à certaines problématiques particulières. 
C'est uniquement à partir des années 2000 que le projet est solidement réactivé par les pouvoirs politiques. Toutefois, le concept du bâtiment reste le même que celui envisagé dans les années 1970, à savoir un établissement relié à la prison de Champ-Dollon et composé de petits pavillons.

### Chronologie
La loi L10418ouvrant le crédit d'investissement de 109 MCHF pour la réalisation de l'établissement est votée en mai 2009 par le Grand Conseil du canton de Genève.
La construction de l'établissement débute la même année. 
Le recrutement du personnel débute à partir de 2013. Des difficultés de recrutement du personnel pénitentiaire apparaissent rapidement. La prison de Champ-Dollon absorbe en effet une part importante des effectifs genevois, notamment les gardiens d'expérience. Ainsi, Curabilis ouvre ses portes avec un personnel pénitentiaire moins expérimenté en comparaison des autres établissements pénitentiaires.
L'établissement fermé Curabilis est inauguré le 4 avril 2014. L'établissement est conçu autour de six pavillons spécialisés pour la prise en charge de mesure (suivi thérapeutique), de sociothérapie ou d'urgences psychiatriques.
Quelques semaines après l'inauguration, quatre premiers pavillons sont ouverts en juin,. Afin de lutter contre la surpopulation de la prison de Champ-Dollon, les deux pavillons restants sont provisoirement utilisés pour incarcérer des personnes en détention ordinaire.
Les deux derniers pavillons sont prévus d'entrer en fonctionnement courant 2016.
À partir de 2016, l'établissement accueille des femmes et des hommes sur des étages différents dans les pavillons. Cette même année, l'instauration d'une unité dédiée la sociothérapie au sein de l'établissement fermé Curabilis est abandonnée.
Durant l'année 2017, le conseiller d'état Pierre Maudet souhaite qu'un pavillon de Curabilis soit dévolu à l'incarcération de jeunes détenus radicalisés ou souffrant de troubles sociopathologiques. Toutefois, il ne reçoit pas le soutien des autres cantons romands pour mettre en place cette structure.
A la fin 2019, la Commission de contrôle de gestion du Grand conseil émet un rapport sur Curabilis et recommande entre autres la création d'une unité de sociothérapie, inexistante à cette date,. Le conseiller d'Etat Mauro Poggia rappelle à cette occasion que l'idée de créer une telle unité au sein de l'établissement Curabilis a été abandonnée.

### Coût de la détention
Le coût de la détention par jour pour un détenu est d'environ 360 francs suisses. Ce coût très élevé - personnel pénitentiaire et médical nombreux, infrastructures modernes - est justifié par les professionnels en regard de la qualité de la prise en charge pénitentiaire et thérapeutique qui peut être réalisée au sein de l'établissement. Après une année de fonctionnement, le chef du service de médecine et de psychiatrie pénitentiaire loue ainsi le cadre sécurisé et respectueux des droits humains apporté par l'établissement.
Pendant plusieurs années, les frais liés aux placements de détenus d'autres cantons ont été sous-estimés, entraînant des pertes financières pour le canton de Genève puisqu'un établissement comme Curabilis accueille un nombre important de ces placements. Depuis 2018, les différents cantons se sont accordés sur un ensemble de corrections à apporter d'ici 2021.

## Suivi thérapeutique institutionnel
Le Code pénal suisse distingue deux types de condamnation : les peines et les mesures. Les mesures consistent en des prises en charge spécifique dans des structures adaptées à certaines problématiques particulières comme les problèmes d'addiction. L'une des mesures prévue par la loi suisse est l'encadrement et l'accompagnement psychiatrique des détenus présentant des troubles sévères.
La difficulté de cette mesure concerne son application concrète. En effet, les établissements carcéraux sont par nature peu adaptés au suivi psychiatrique d'une personne. L'importance des contraintes sécuritaires et la privation de liberté entrave la bonne marche des activités médicales nécessaires. De plus, le personnel pénitentiaire ne dispose pas des compétences médicales requises, tout comme le personnel médical ne dispose pas des compétences sécuritaires adéquates. La prise en charge efficace des détenus condamnés à ce type de mesure est donc difficile à mettre en place au sein de structure pénitentiaire classique. La création de l'établissement Curabilis, avec son orientation bicéphale pénitentiaire et médicale, est donc la réponse romande et genevoise à cette problématique.
Sur le plan organisationnel, Curabilis est géré par l'office cantonal de la détention de Genève. A ce titre, il s'agit donc avant tout d'un lieu de détention. Toutefois, l'établissement est pensé en étroite interaction avec les organismes médicaux du canton. Ainsi, les Hôpitaux universitaires de Genève prennent en charge l'intégralité de la prise en charge médicale des détenus. Cela se traduit concrètement par la présence sur le site d'environ un tiers de personnel pénitentiaire (sous la direction de l'office cantonal de la détention) et de deux tiers de personnel médical (sous la direction des Hôpitaux universitaires de Genève).

## Dysfonctionnements sécuritaires
Durant l'été 2018, l'établissement est touché par une affaire d'agression sexuelle présumée d'un détenu sur une gardienne. Celle-ci se serait trouvée seule avec le détenu en cellule et aurait subie une agression sexuelle après un envoûtement. Les faits et leur contexte ainsi que la violation de règles de sécurité quelques années après le drame de la Pâquerette marquent l'institution et son personnel et provoquent l'inquiétude des médias et de responsables politiques quant à la survenue de nouveaux faits de ce genre. En novembre 2020, le Ministère public genevois classe l'affaire. Après l'instruction, les autorités judiciaires estiment qu'il y a bien eu des pratiques vaudou et un rapport sexuel entre le détenu et la gardienne mais que ces faits s'étaient produits sans menaces et contraintes.
Quelques mois plus tard, une nouvelle affaire impliquant un détenu et une gardienne affecte de nouveau l'établissement Curabilis, sans qu'il y ait cette fois-ci d'agression rapportée. 

## Critiques
Le caractère particulier du concept de l'établissement, les différents faits divers et dysfonctionnements ainsi que le contexte pénitentiaire genevois (drame de la Pâquerette) expliquent que l'établissement fasse l'objet de critiques récurrentes. Les deux principales concernent le statut hybride de l'établissement (prison / hôpital) et la formation spécifique des gardiens à la gestion des détenus avec des troubles psychiatriques graves.
L'établissement fermé Curabilis est également critiqué pour la possibilité qu'il offre aux juridictions de placer des détenus en traitement institutionnel lorsqu'il n'existe pas de places disponibles pour une autre prise en charge spécifique (socio-éducative par exemple). Or, le placement dans l'établissement Curabilis peut avoir des effets délétères sur ces personnes prises en charge de manière inadéquate.

### Statut pénitentiaire et médical de l'établissement
La cohabitation des logiques pénitentiaire et médicale au sein d'un même établissement constitue un point de tension dès la phase de gestation du projet dans les années 1970. L'établissement fermé Curabilis doit en effet évoluer entre deux politiques contradictoires : une première, sécuritaire et marquée par le drame de la Pâquerette, qui vise à éviter un incident grave avec ces détenus jugés dangereux et une seconde, médicale, dont l'objectif est de soigner dans l'espoir de voir ces détenus quitter le milieu carcéral. De plus, cette opposition entre les deux logiques est également exacerbée par les cultures de travail différentes des personnels pénitentiaire et médical. Ainsi, les réflexes corporatistes tendent à opposer les différents intervenants.
Dès l'entrée en service des premiers pavillons, des difficultés apparaissent dans la cohabitation pénitentiaire / médical. Des tensions se développent ainsi durant l'année 2015 et, après un an de fonctionnement, le bilan de l'établissement s'avère mitigé. Les organes dirigeants prennent alors différente mesures organisationnelles afin de remédier à ces difficultés. A la fin de l'année, les Hôpitaux universitaires de Genève décident ainsi la création d'un poste de directeur médical spécifique pour l'établissement fermé Curabilis et y nomme le directeur du service de psychiatrie générale. Cette nouvelle organisation permet de distinguer le secteur médical de cet établissement du service de médecine pénitentiaire plus général. L'objectif est de diminuer les tensions dues aux oppositions entre le domaine pénitentiaire et le service de médecine pénitentiaire, de travailler à l'amélioration de la prise en charge duale (pénitentiaire / médical) et de démontrer l'implication des Hôpitaux universitaires de Genève dans la réussite de l'établissement.
A la fin 2019, la Commission de contrôle de gestion du Grand conseil estimait qu'il existait toujours au sein de l'établissement un certain flou sur l'organisation entre le pénitentiaire et le médical. Elle s'inquiétait entre autres que le personnel médical se trouve parfois amené à assurer des tâches sécuritaires. À la suite des inquiétudes des députés genevois, le directeur médical de l'établissement se veut rassurant et garanti que les règles de sécurité mises en place sont adéquates. Il assure notamment que le fonctionnement de l'établissement doit éviter la survenue d'un nouveau drame.

### Formation des gardiens
Pour un établissement comme Curabilis, la question de la formation du personnel pénitentiaire est primordiale. En effet, les troubles psychiatriques qui affectent les détenus de l'établissement ainsi que les contraintes médicales pour leur bonne prise en charge requièrent des procédures de sécurité différentes des autres établissements pénitentiaires et un rôle des gardiens également différent. Le besoin de disposer de formation adaptée à ces spécificités est important, tout comme la possibilité de disposer de personnel pénitentiaire d'expérience, avec l'habitude de gérer des situations carcérales délicates.
Avant même l'ouverture de l'établissement, des inquiétudes apparaissent quant à la bonne formation des gardiens. Dans un contexte difficile pour le personnel pénitentiaire, qui peine à voir les recrutements et les formations se concrétiser au début des années 2010, l'ouverture d'une nouvelle structure comme l'établissement Curabilis interpelle les syndicats.
Dès l'ouverture, plusieurs voix pointent des manques dans la formation des gardiens. Lors du procès opposant un gardien et un détenu en 2017, certaines lacunes dans la formation sont confirmées par le personnel. Les premiers gardiens intégrés à l'établissement n'auraient ainsi reçu aucune formation spécifique pour l'encadrement de détenus avec des troubles psychiatriques.
Dans son rapport de 2017 sur l'établissement, La Commission nationale pour la prévention de la torture évoquait des lacunes dans la formation spécifique des gardiens aux troubles psychiatriques. Cette instance regrettait cet état de fait, soulignant le caractère primordiale de la formation pour la bonne prise en charge pénitentiaire et médicale.
Fin 2019, la Commission de contrôle de gestion du Grand conseil indiquait que le concept de formation spécialisée des agents pour l'établissement Curabilis n'était pas achevé,.